# Dee Hibbert-Jones
Dee Hibbert-Jones (* vor 1984 in Manchester, England) ist eine britisch-amerikanische Videokünstlerin, Animatorin, Filmproduzentin und Filmregisseurin, die bei der Oscarverleihung 2016 für ihre Leistung für den Dokumentarfilm Last Day of Freedom eine Oscarnominierung erhielt.

## Leben
Dee Hibbert-Jones machte 1984 ihren Bachelor in Literatur an der Universität London und später ihren Master of Arts an der University of Durham (1986) sowie an der York University (1988) und einen Master of Fine Arts am Mills College.
Seit 2004 arbeitet sie mit der Künstlerin Nomi Talisman zusammen, die sie später auch heiratete, beide haben einen Sohn. Neben der britischen Staatsbürgerschaft besitzt Hibbert-Jones auch die US-amerikanische.
Hibbert-Jones und Talisman leben in San Francisco.